# 北大経済圏
北大経済圏（ほくだいけいざいけん）とは、北九州地域（北九州市）から大分中部（大分市）へ至る東九州軸の経済圏。

## 概要
歴史・文化と産業構造を同じくし、製造業を中心に企業活動の往来が多い。近年は日産自動車・トヨタ・ダイハツの完成車工場が相次いで進出するなど自動車産業の交流が顕著に増大しており、結びつきをいっそう強めている。
北大経済圏構想推進協議会には北九州地域と大分県中・北部地域9市20町5村が参加し、事務局は北九州商工会議所と大分商工会議所が持ち回りで受け持つ。